# 蜂須賀正利
蜂須賀正利（1504年－1553年）是日本戰國時代武將。尾張國的國人領主。別名藏人、小六。通稱小六郎。兒子是蜂須賀正勝。

## 生平
父親是蜂須賀正永（正則）（有異說）。以蜂須賀村（織田信秀的本據地勝幡城東面2公里）為本據。最初屬於尾張守護斯波氏，但是後來跟隨美濃國的大名齋藤氏。為兒子正勝出身建立起基礎。
正利是蜂須賀百貫之地的知行，兼任北尾張的被官。（『藩翰譜』）
根據小和田哲男的著作（中公新書出版）中記載，豐臣秀吉的父親木下彌右衛門仕於正利，因此秀吉在少年時期仕於正利的兒子正勝（在『太閤記』中是少年時期的秀吉稱為「小六叔叔」（小六おじさん）的人物，因此定説為不是指正勝，而是指正利）。